# Wang Keping
Wang Keping 王克平 est un sculpteur contemporain chinois, né en Chine en 1949.
Il vit et travaille en France depuis 1984.
Le bois constitue un de ses matériaux de prédilection. Il réalise une œuvre reconnue internationalement comme l’une des contributions les plus fortes et les plus originales à la sculpture contemporaine. Son travail a récemment été exposé au musée Guimet, au musée Rodin, au château de Chambord et au château de Fontainebleau. Il est représenté en France et en Belgique par la galerie Nathalie Obadia et à Hong-Kong par la 10 Chancery Lane Gallery.

## Distinction
- Chevalier de L'Ordre des Arts et des Lettres (France, 2015) [réf. nécessaire]

## Expositions historiques

### 1979
- Septembre 1979 : Première exposition du groupe des Étoiles 星星 (Xingxing), exposition rebelle, non officielle, sur les grilles du Musée des Beaux Arts de Pékin 北京美术馆 (interdite dès le 2e jour).

### 1980
- Seconde exposition du groupe des Étoiles 星星, Musée des Beaux Arts de Pékin 北京美术馆.

## Expositions personnelles
- 1989 : Musée d’Art Moderne, Taizhong
- 1993 : Aidekman Art Center, Boston
- 1994 : Museum für Kunsthandwerk, Frankfurt
- 1997 : Works by Wang Keping, The HKUST Center for the Arts, Hong-Kong
- 2008 : Wang Keping, Collection Jacques Barrère, Bois d’Immortalité de la Chine Antique, Musée des Arts Asiatiques, Nice
- 2008 : Wang Keping, Works from 1979-2006, He Xiangning Art Museum, Shenzhen
- 2010 : La Chair des forêts, Musée Zadkine, Paris
- 2013 : Wang Keping, Ullens Centre for Contemporary Arts (UCCA), Beijing
- 2022 : Wang à l'oeuvre au Musée Rodin, Paris
- 2022-2023 : Carte Blanche à Wang Keping au Musée National des Arts asiatiques - Guimet, Paris
- 2023- 2024 : Duos au Domaine national du Château de Chambord
- 2024 : Collection Marie et Jacques Barrère - Château de la Haute Borde
- 2025 : Invité d'honneur : Grandeur Nature II. L'esprit de la forêt - Château de Fontainebleau

## Expositions collectives
- 1983 : Painting the Chinese Dream, Chinese Art 30 Years after the Revolution, Brooklyn Museum, New York
- 1987 : École des Hautes études en sciences sociales, Paris
- 1988 : Blue Hill Cultural Center, New-York
- 1988 : La Chine a du Talent, Des artistes contemporains font revivre le Grand Timonier, Carrefour de la Chine, Paris
- 1988 : The Olympic Sculpture Park, Olympic Center, Seoul
- 1989 : Tian An Men, je me souviens, Centre Georges Pompidou, Paris
- 1990 : Les Étoiles 10 ans : Chapelle St Louis de la Salpetrière, Paris
- 1991 : Hommage à Camille Claudel, Villeneuve sur Fère
- 1992 : Sculptures - Frédéric Bleuet, Peter Briggs, Wang Keping, Salle Saint-Jean, Hôtel de Ville de Paris
- 1994 : Le Toit de la Grande Arche, Paris
- 1995 : Centre d’Art Santa Monica, Barcelona
- 1996 : Face à l’Histoire, Centre Georges Pompidou, Paris
- 1997 : National Museum of Fine Arts, Beijing
- 1998 : Vision 2000, Chinesische Gemälde und Skulpturen der Gegenwart, Linden-Museum, Stuttgart
- 1999 : At the new century. 1979-1999 China Contemporary Art Works, Modern art museum of Chengdu, Sichuan
- 1999 : Les Champs de la Sculpture, Champs-Élysées, Paris
- 1999 : The Pu-Yeo International Modern Sculpture Symposium, Korea
- 1999 : Wei Wei Gallery, Beijing
- 2000 : At the New Century, 1979-1999 China Contemporary Art’s Works, Contemporary Art Museum, Chengdu
- 2000 : Le Corps Morcelé, Fondation d’Art Contemporain Daniel et Florence Guerlain, Les Mesnuls
- 2001 : Le Bois dans l’Art contemporain, Espace Belleville, Paris
- 2001 : Modern Chinese Art, The Khoan and Michael Sullivan Collection, Ashmoleum Museum, Oxford
- 2004 : Body and Nature, Two Chinese Artists, Marlborough Gallery, New York
- 2004 : Chine, le corps partout ? Musée d'Art Contemporain, Marseille
- 2005 : Mahjong - Chinesische Gegenwartskunst aus der Sammlung Sigg, Kunstmuseum, Bern
- 2006 : Create History : Comemoration Exhibition of Chinese Modern Art in 1980s, Contemporary art terminal of He Xiangning Art Museum, Shenzhen
- 2006 : Formes de nature, Centre d'art Mira Phalaina, Montreuil-sous-Bois
- 2006 : Taille humaine, Art Sénat 2006, Orangerie et Jardins du Luxembourg, Paris
- 2007 : China contemporary art, la lunga Marcia dell’Avanguardia, Museo d’Arte Contemporanea Villa Croce, Genova
- 2007 : China Onward, The Estella Collection, Chinese Contemporary Art 1966-2006, Louisiana Museum of Modern Art, Copenhague
- 2008 : China Gold, Art Contemporain Chinois, Musée Maillol, Paris
- 2008 : Go China – Writing on the Wall, Chinese Art from the Eighties and Nineties, Groninger Museum, Groningen
- 2008 : Origin Point, The Stars 30 years, Today Art Museum, Beijing
- 2009 : Comme un souffle, Mairie de Neuilly-sur-Marne
- 2011 : Artistes Chinois à Paris, Musée Cernushi, Paris
- 2011 : Blooming in the Shadows, Unofficial Chinese Art, 1974-1985, China Institute, New-York
- 2013 : Light before Dawn, Unofficial Chinese Art 1974-1985, Asia Society, Hong-Kong
- 2013 : Chinese contemporary Art 1979-2009, Fukuoka Asian Art Museum, Fukuoka
- 2014 : Musée Cernuschi, dans le cadre d’un partenariat avec Art Paris Art Fair [1]
- 2014 : Parc de Sculptures monumentales, Al Maaden, Marrakech
- 2015 : The Civil Power, Minsheng Art Museum, Beijing
- 2016 : An/other avant-garde – China-Japan-Korea, Busan Biennale 2016
- 2016 : Arts et Nature 2016, Domaine régional de Chaumont sur Loire
- 2016 : Château de la Celle-Saint Cloud, Ministère des Affaires étrangères
- 2016 : China Black, Zao Wouki, Wang Keping, Aktis Gallery, London
- 2016 : Figures, Musée national d'Art moderne, Centre Georges Pompidou, Paris
- 2016 : M+ Sigg Collection：Four Decades of Chinese Contemporary Art, M+Museum, Hong-Kong
- 2017 : Opening exhibition, Power Long Museum, Shanghai
- 2017 : Sculpture(s)?, Centre culturel Jean Cocteau, Les Lilas
- 2018 : Sea of Desire, Opening of Fondation Carmignac, Porquerolles
- 2018 : BIS, Biennale Internationale de Sculpture de St Paul de Vence
- 2018 : Turning Point - 40 years of Chinese Contemporary Art, Long Museum, Shanghai
- 2018 : 墨境 Ink Worlds: Contemporary Chinese Painting from the Collection of Akiko Yamazaki and Jerry Yang, Cantor Arts Center, Stanford University
- 2018 : 别处/此在:海外华人艺术抽样展 Here/Elsewhere: The Sample of Overseas Chinese Art,何香凝美术馆, Hexiangning Art Museum, Shenzhen
- 2019 : Of Dreams and Contemplation: Selections from the Collection of Richard Koh, The Private Museum, Singapore
- 2019 : The Naked form in Modern Chinese Art, Asmolean Museum, Oxford
- 2019 : 5th Collectors’ Contemporary Collaboration, Hong-Kong Arts Center, Hong-Kong
- 2019 : La Source, Fondation Carmignac, Porquerolles
- 2019 : Bêtes de scène, Fondation Villa Datris, L'Isle sur la Sorgue
- 2020 : Bêtes de Scène - Espace Monte Christo - Paris
- 2020 : ASHK X HKAGA sculpture exhibition - Asia Society Hong-Kong
- 2020 : Chinese Art in Change - Minsheng Art Museum, Beijing
- 2023 : Parcours d'oeuvres - Hangar Y, Meudon
- 2024 : Faire Corps - Fondation Villa Datris, L'Isle sur la Sorgue
- 2024 : Tilia - Moly Sabata, Fondation Albert Gleizes
- 2024 : Liberté de l'art, Les Etoiles, de Pékin à Paris 1979-1987 - Musée national d'art moderne Centre Pompidou
- 2025 : Artists’ Jewelry : From Cubism to Pop, the Diane Venet Collection - Norton Museum of Art
- 2025 : Milles et une vies - Fondation Villa Datris Espace Monte-Cristo

## Expositions dans les Galeries
Wang Keping est représenté depuis 2017 à Paris et à Bruxelles par la Galerie Nathalie Obadia.
Il est représenté à Hong-Kong par la 10 Chancery Lane Gallery depuis 2001.
Il a collaboré avec la Galerie Zürcher (à Paris et New-York) de 1986 à 2016.
- 1985 : Galerie Gérard Laubié, Paris
- 1986 : Galerie Zürcher, Paris
- 1986 : Galerie de Graaf, Chicago
- 1987 : Art Waves / Ethan Cohen Gallery, New York
- 1988 : Galerie Thomas, Münich
- 1988 : Galerie Zürcher, Paris
- 1989 : « Salon de Mars », Galerie Zürcher, Paris
- 1989 : Hanart Gallery Taipei / Hanart 2 Gallery, Hong-Kong
- 1990 : China Forum, Zürich
- 1990 : Chinese Modern Art Center, Osaka
- 1990 : Galerie Zürcher, Paris
- 1990 : Mairie Le Blanc-Mesnil
- 1990 : Monte Gallery, Tokyo, Japon
- 1991 : Figures Libres, Galerie Zürcher, Paris
- 1991 : Galerie Leuenberger, Zürich, Suisse
- 1993 : Centre d'Art Moderne Chinois, Osaka, Japon
- 1993 : Des Oiseaux et des Hommes, Galerie Zürcher, Paris
- 1994 : Work Gallery, Chicago, États-Unis
- 1995 : Faces, Galerie Zürcher, Paris
- 1996 : Ethan Cohen Gallery, New York, États-Unis
- 1997 : Alisan Gallery, Hong Kong
- 1998 : Galerie Zürcher, Paris
- 1998 : Wang Keping, Ex-Voto, Galerie IUFM Confluence(s), Lyon
- 1999 : Galerie Jacques Barrère, Paris, France
- 1999 : Galerie Zürcher, Paris
- 2001 : 10 Chancery Lane Gallery, Hong Kong
- 2001 : Déesses, Galerie Zürcher, Paris
- 2002 : 10 Chancery Lane Gallery, Hong Kong
- 2003 : Galerie Zürcher, Paris
- 2004 : Simplicity, 10 Chancery Lane Gallery, Hong Kong
- 2004 : Body and Nature, Two Chinese Artists, Marlborough Gallery,New York
- 2005 : Galerie Grand Siècle, Taipei
- 2005 : Marlborough Gallery, New York
- 2006 : 5th anniversary show, 10 Chancery Lane Gallery, Hong-Kong
- 2006 : Galerie Zürcher, Paris
- 2007 : 10 Chancery Lane Gallery, Hong Kong
- 2009 : Wang Keping, 10 Chancery Lane Gallery, Hong kong
- 2011 : « Eternal Smile », Solo Show, 10 Chancery Lane Gallery, Hong Kong
- 2011 : « Eternal smile » Solo Show, Galerie Magda Danysz, Paris
- 2011 : « Eternal smile » Solo Show, Magda Danysz Gallery, Shanghai
- 2011 : Red, 10 Chancery Lane Gallery, Hong-Kong
- 2011 : Zürcher Studio, New York
- 2012 : Wood Felsh Form Nothingness, 10 Chancery Lane Gallery, Hong Kong
- 2012 : Galerie Dumonteil, Shanghai
- 2012 : Galerie Zürcher, Paris
- 2013 : Women solo show, Zürcher Studio, New York
- 2013 : Alix Le Méléder - Wang Keping, Galerie Zürcher, Paris
- 2013 : Hot Summer Nights, 10 Chancery Lane Gallery, Hong-Kong
- 2013 : Solo show, Ben Brown Fine Arts, London
- 2014 : Group Show, 10 Chancery Lane Gallery, Hong-Kong
- 2015 : Black and White Cats, Wang Keping, Huang Rui, 10 Chancery Lane Gallery, Hong-Kong
- 2015 : Vide et Plein, Maison Bleu Studio, Paris [2]
- 2016 : Face to Face, Regina Bogat et Wang Keping, Zürcher Gallery, New York
- 2016 : Wang Keping, solo show, Galerie Zürcher, Paris
- 2017 : Chinese New Year Show, Magda Danysz Gallery, Paris
- 2017 : Harmony of the Forest, 10 Chancery Lane Gallery, Hong-Kong
- 2017 : Silhouettes, Jean-Charles Blais, Wang Keping, HDM Gallery, Beijing
- 2017 : Voir Paris : Une aventure chinoise, Christie’s, Paris
- 2018 : Simplicité, Nature, Sensualité, Galerie Nathalie Obadia, Bruxelles
- 2018 : Sculptures sculptées, Galerie Nathalie Obadia, Paris
- 2019 : Stars are forever Stars, 10 Chancery Lane Gallery, Hong-Kong
- 2022 : Métamorphoses, Galerie Nathalie Obadia, Paris
- 2022 : Vase fleuri, Galerie Minimasterpiece, Paris
- 2022 : Maillol Héritage - Galerie Dina Vierny, Paris
- 2024 : 水落石出 The Truth Comes to Light - 10 Chancery Lane Gallery, Hong-Kong
- 2024 : Wang Keping et le Corps représenté - Galerie Nathalie Obadia, Bruxelles
- 2024 : Dans la Lune, Galerie Minimasterpiece, Paris
- 2025 : GILLET ET COMPAGNIE - Galerie Nathalie Obadia, Paris

## Wang Keping dans les collections
Des œuvres de Wang Keping peuvent être trouvées dans les collections suivantes :
- Al Maaden, golf de Marrakech, Maroc
- Ashmolean Museum, Oxford, Royaume-Uni
- Bordeaux Métropole, France
- The China Club Collection, Hong Kong
- The Sovereign Art Foundation, Hong Kong
- Collection de la Ville de Paris, France
- Collection départementale d’art contemporain de Seine-Saint-Denis, France
- Collection Jerry Yang and Akiko Yamazaki, Etats-Unis
- Domaine régional de Chaumont-sur-Loire, France
- Domaine national de Chambord, France
- Fondation Villa Datris, France
- He Xiangning Art Museum, Shenzhen, Chine
- Gudeurae Sculpture Park, Buyeo-gun, Corée du Sud
- K11 Art Foundation, Hong Kong
- Mairie d’Aubervilliers, France
- Mandarin Landmark Hotel, Hong Kong
- Melco Resorts and Entertainement Nuwa Hotel, Macau
- Minsheng Museum, Beijing, Chine
- Museu Internacional de Escultura Contemporénea, Santo Tirso, Portugal
- Museum of Modern Art, Taizhong, Taiwan
- Résidence Saint-Ange, France
- Museum of Asian Contemporary Art, Fukuoka, Japon
- Château de la Celle-Saint Cloud, ministère des Affaires .étrangères, France
- Musée Cernuschi, Paris, France
- Musée national d’art moderne, Centre Georges-Pompidou, Paris, France
- Domaine de Verchant, France
- Fondation Carmignac, Porquerolles, France
- M+ Museum, Hong Kong
- The Olympic Sculpture Park, Seoul, Corée du Sud
- Four Seasons, Megève, Suisse
- Collection Jacques et Marie Barrère
- Collection Claudine et Jean-Marc Salomon, France
- Théâtre du Soleil, Cartoucherie de Vincennes, France
- Davis Museum, Etats-Unis
- Domaine national de Chambord, France

### Monographie
- Collectif, Wang Keping, Flammarion, Paris, 2022, 224 p.
- Bertrand Lorquin, Michael Sullivan, Fox Butterfield, Katie de Tilly, Wang Keping, monography, Hong-Kong : Vibrant Life Publication, 2008, 372 p.

### Publications
- Catalogue d'exposition Grandeur Nature II : L'esprit de la forêt, Chateau de Fontainebleau, Silvanae Editoriale, 2025, 96 p.
- Catalogue d'exposition, Wang Keping, Duos au château de Chambord, 2024, 72 p.
- Catalogue d'exposition Wang Keping à l'oeuvre au Musée Rodin, 2022, 72 p.
- Carte Blanche au Musée Guimet, catalogue d'exposition, RMN, Paris 2022, 48 p.
- Martin Barnaby, Ai Weiwei, Histoire d’une arrestation, Paris: Globe, 2016, 256 p. Préface par Wang Keping, p. 9–14
- Wang Keping, The Retrial of Wei Jinsheng, p. 160–170 in Classical and contemporary fiction, Prose and Poetry, Renditions, A chinese-english Translation Magazine, no 31, Spring 1989, ill. Big Belly, p. 177, Silence, p. 125, Idol, p. 133
- Claude Widor, Documents on the Chinese democratic movement 1978-1980, volume 2, Paris : Editions de l’EHESS, Hong-Kong : The Observers Publishers, 1984, 612 p. Ill. Portrait, p. 10, p. 410–428
- 王克平，巴黎性交响乐, 开放Open Magazine, Issue 131, 1er novembre 1997, p. 96–97
- Wang Keping, L’Artiste et la femme Objet d’art, traduit du chinois par Victoria Brackenburg, Théâtre, 1986, p. 51–52